# مسابقه آواز یوروویژن ۱۹۸۴
مسابقه آواز یوروویژن ۱۹۸۴ ۲۹مین دوره از مسابقات آواز یوروویژن بود که در Grand Theatre، لوکزامبورگ، لوکزامبورگ برگزار شد. برنده آن کشور سوئد بود.